# Tramwaj wodny w Krakowie

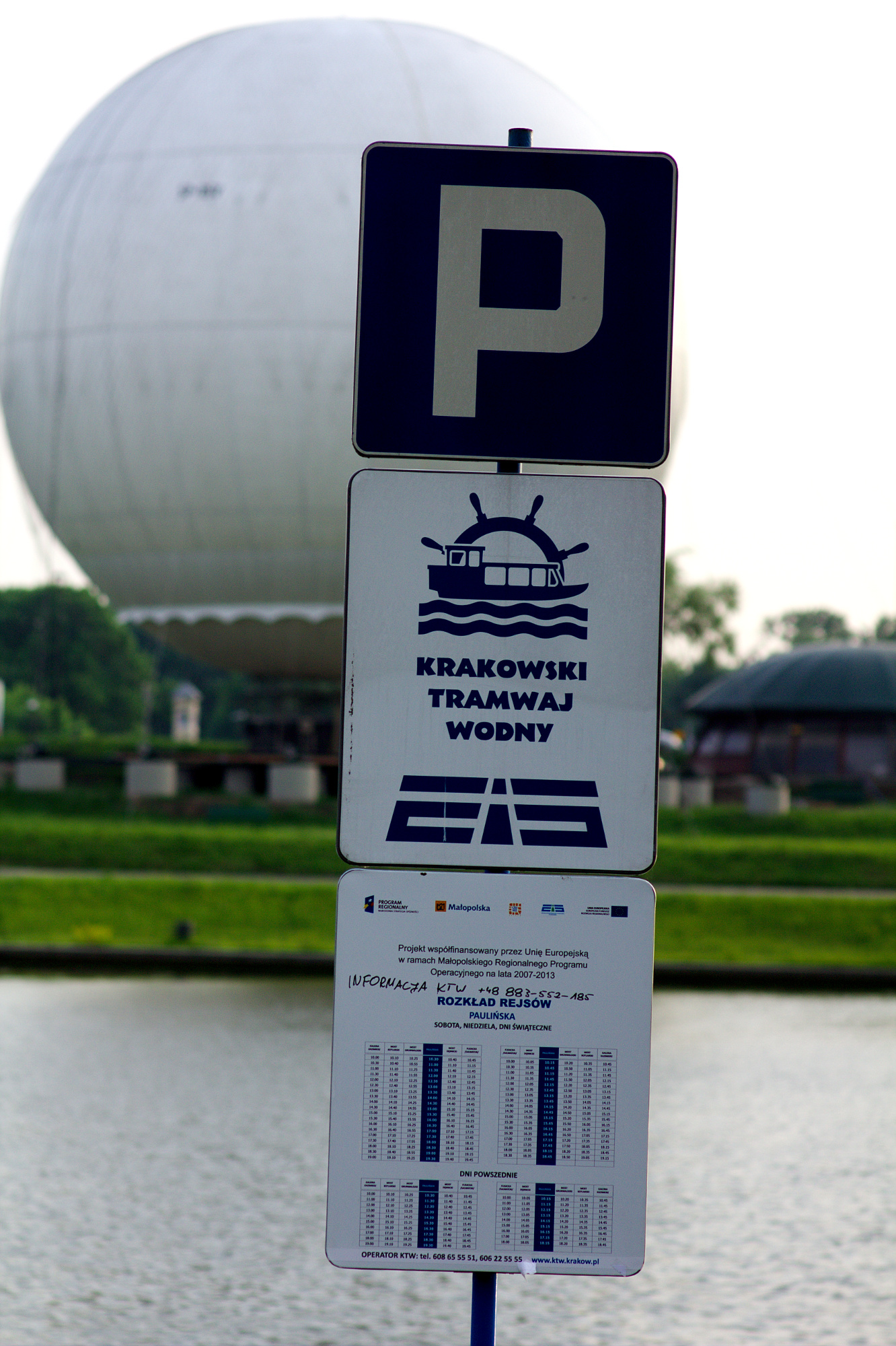
Przystanek tramwaju wodnego – Paulińska

Tramwaj wodny w Krakowie – sieć linii tramwaju wodnego na Wiśle w Krakowie uruchomiona 22 czerwca 2009. Komunikacja wodna docelowo miała obsługiwać 16 przystanków, lecz obecnie istnieje ich tylko 7, z czego 2 są tymczasowe, a 1 jest nieczynny.
Wyboru operatora, firmy Aqua Fun, dokonał Zarząd Infrastruktury Sportowej w Krakowie. W latach 2010–2012 operatorem była spółka Admirał. Rocznie korzysta z tramwajów od 10 do 12 tysięcy turystów.

## Przystanki
Projekt realizowany miał być w trzech etapach:
- etap I (2007-2008) – budowa czterech przystanków tramwaju wodnego:
  - Dąbie – Most Kotlarski (brzeg lewy poniżej mostu)
  - Zabłocie – Krakowska Akademia im. Andrzeja Frycza Modrzewskiego (brzeg prawy powyżej mostu)
  - Ośrodek Sportu i Rekreacji Kolna – tor kajakarstwa górskiego (brzeg prawy)
  - Tyniec – przy przeprawie promowej (brzeg prawy)
- etap II (2009) – uruchomienie linii tramwaju wodnego pomiędzy istniejącymi przystankami oraz budowa pięciu nowych przystanków:
  - Most Grunwaldzki
  - Most Dębnicki
  - Pychowice – ul. Sodowa
  - ul. Widłakowa
  - Mogiła – Yacht Klub Polski
- etap III (2009-2010) – budowa siedmiu przystanków tramwaju wodnego
  - Most Piłsudskiego
  - Most Powstańców Śląskich
  - Most Zwierzyniecki
  - Most Wandy
  - most przy ul. Nowopłaszowskiej
  - Stopień Wodny Dąbie
  - Salwator – ujście rzeki Rudawy

Plany te nie zostały jednak zrealizowane. W sezonie 2011 tramwaj wodny wciąż kursował jedynie na dwóch trasach, zatrzymując się na tylko 8 z 16 planowanych przystanków, z czego na jednym (Stopień Wodny "Kościuszko") nie ma możliwości wsiadania ani wysiadania:
- Linia 1: Flisacka – Most Dębnicki – Paulińska – Most Grunwaldzki – Galeria Kazimierz
- Linia 2: Flisacka – Tor Kajakarstwa Górskiego – Stopień Wodny "Kościuszko" – Tyniec Klasztor

W 2014 funkcjonowały 3 linie:
- Linia 1 kursowała od wtorku do niedzieli, średnio co godzinę: Galeria Kazimierz – Most Kotlarski – Kazimierz – Most Piłsudskiego – Paulińska – Most Grunwaldzki – Most Dębnicki – Dom Papieski – Salwator.
- Linia 2 kursowała w soboty, niedziele i święta: Kazimierz - Most Piłsudskiego – Paulińska – Most Grunwaldzki – Most Dębnicki – Dom Papieski – Salwator – Tor Kajakowy – Tyniec Klasztor
- Linia 3 kursowała w niedziele: Kazimierz – Most Kotlarski – Galeria Kazimierz – Stopień Dąbie – Most Wandy (od 2014)

Cennik tramwaju wodnego:
- Linia 1 - bilet normalny - 8 złotych, ulgowy - 6 złotych, rodzinny - 20 złotych, przewóz roweru - 3,50 złotego
- Linia 2 i 3 - bilet normalny - 25 złotych, ulgowy - 15 złotych, przewóz roweru - 10 złotych[6]

W sezonie 2014 zmianie uległy także nazwy dwóch przystanków. "Kopiec Kościuszki" stał się "Krakowskim Klubem Wodnym 1929", a "Flisacka" została przemianowana na "Salwator/Kopiec Kościuszki".

## Alternatywa dla komunikacji miejskiej

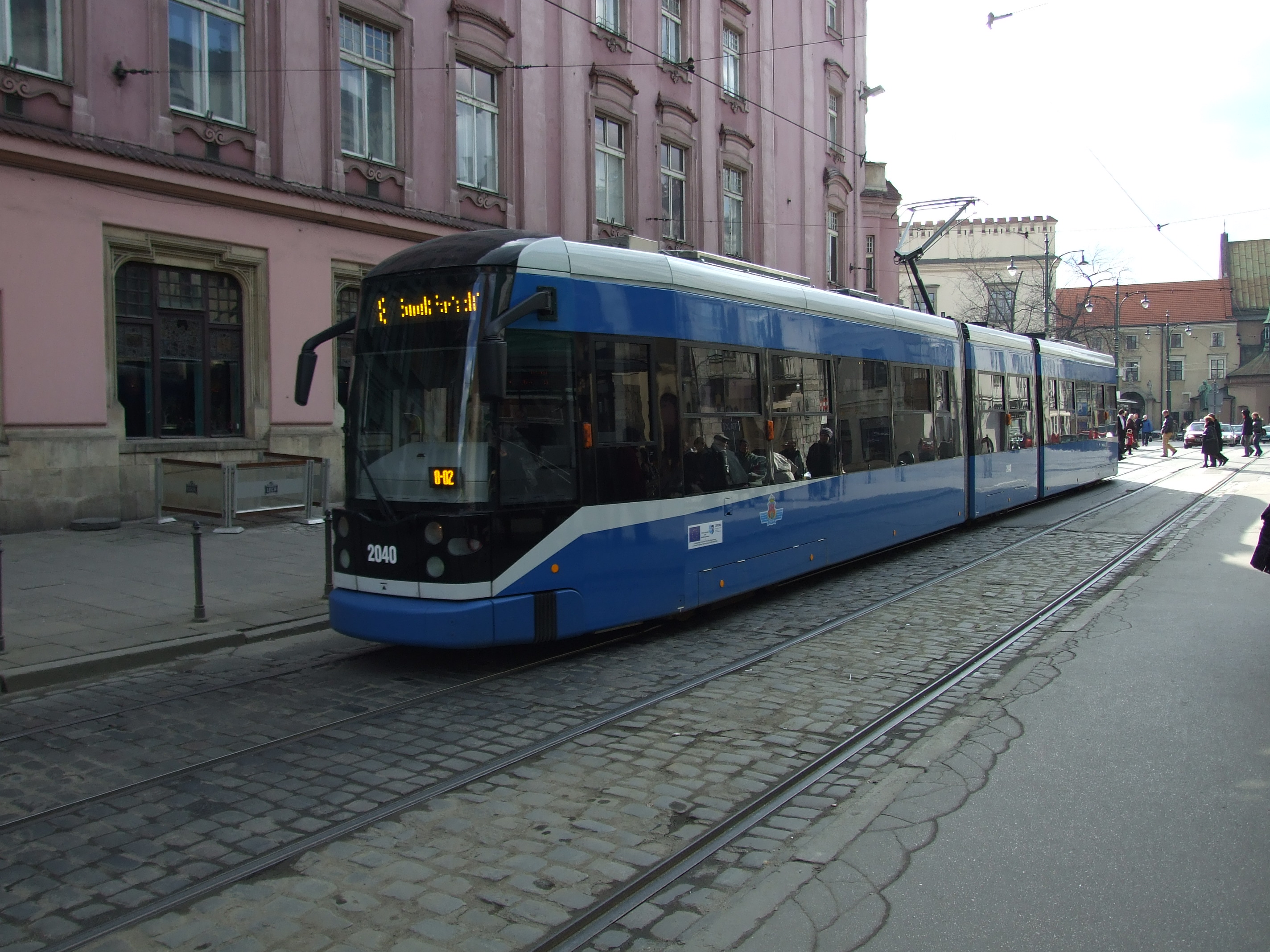
Tramwaj pokonuje jedną z tras tramwaju wodnego niemal 3 razy szybciej, przy znacznie niższej cenie biletu.

Ze względu na strefę klimatyczną, w jakiej znajduje się Kraków, tramwaj wodny kursuje wyłącznie w okresie letnim. Nie stanowi realnej alternatywy dla miejskiego transportu autobusowego czy tramwajowego ze względu na relatywnie wysokie ceny biletów, małą prędkość, brak regularnych kursów na jednej z dwóch linii w dni robocze, czy obsługiwanie wyłącznie tras charakteryzujących się stosunkowo małymi potokami pasażerów. Porównanie cen biletów i czasów podróży na trasach obsługiwanych przez tramwaj wodny w 2011:
| Środek lokomocji                                       | Cena biletu | Czas podróży |
| ------------------------------------------------------ | ----------- | ------------ |
| Tramwaj wodny – linia 1 (Flisacka – Galeria Kazimierz) | 8,00 PLN    | 45 min       |
| Tramwaj – linia 1 (Salwator – Rondo Grzegórzeckie)     | 2,80 PLN    | 17 min       |

| Środek lokomocji                                     | Cena biletu | Czas podróży |
| ---------------------------------------------------- | ----------- | ------------ |
| Tramwaj wodny – linia 2 (Flisacka – Tyniec Klasztor) | 25,00 PLN   | 90 min       |
| Autobus – linia 112 (Rynek Dębnicki – Tyniec)        | 2,80 PLN    | 22 min       |

Niewątpliwą zaś zaletą, w szczególności dla ruchu turystycznego, są walory krajobrazowe tras, po których porusza się tramwaj wodny.